# Charbin
Charbin (prononciation : [ˈxarbin]) est un village polonais de la gmina de Powidz dans le powiat de Słupca de la voïvodie de Grande-Pologne dans le centre-ouest de la Pologne.
Il se situe à environ 2 kilomètres au nord-ouest de Powidz (siège de la gmina), à 15 kilomètres au nord de Słupca (siège du powiat) et à 65 kilomètres à l'est de Poznań (capitale régionale).

## Histoire
De 1975 à 1998, le village faisait partie du territoire de la voïvodie de Konin.

Depuis 1999, Charbin est situé dans la voïvodie de Grande-Pologne.